# Родзянко, Михаил Владимирович
Михаи́л Влади́мирович Родзя́нко (9 [21] февраля 1859, с. Попасное, Новомосковский уезд, Екатеринославская губерния — 24 января 1924, Белград, Югославия) — русский политический деятель, лидер партии Союз 17 октября (октябристов); действительный статский советник (1906), гофмейстер Высочайшего Двора (1899).
Председатель Государственной думы третьего и четвёртого созывов. Один из лидеров Февральской революции 1917 года, в ходе которой возглавил Временный комитет Государственной думы.

## Биография
Родился 9 (21) февраля 1859 года в с. Попасном Новомосковского уезда Екатеринославской губернии. Сын генерал-лейтенанта Владимира Михайловича Родзянко. В анкетах в графе «народность (по родному языку)» писал «малоросс».
В 1877 году окончил Пажеский корпус, откуда был выпущен в Кавалергардский полк. В 1882 году вышел в запас в чине поручика. Избирался новомосковским уездным предводителем дворянства (1886—1891), гласным Новомосковского уездного и Екатеринославского губернского земских собраний (1893—1901), председателем Екатеринославской губернской земской управы (1901—1906). Камер-юнкер (1892), камергер (1899). В 1903—1905 годах состоял редактором «Вестника Екатеринославского земства».
Владелец особняка в Санкт-Петербурге, лесопильного завода, мельницы и 9000 десятин земли.
В 1906 году избран членом Государственного совета от Екатеринославского земства, но сложил с себя полномочия после избрания в Государственную думу.
Стал одним из основателей и лидеров партии октябристов.
В марте 1911 года, после отставки А. И. Гучкова, был избран председателем III Государственной думы. 15 ноября 1912 года на первом заседании IV Государственной думы Родзянко вновь был избран председателем, получив 251 голос «за» при 150 голосах «против». Тогда же Родзянко объявил:

Я всегда был и буду убежденным сторонником представительного строя на конституционных началах, который дарован России великим Манифестом 17 октября 1905 года, укрепление основ которого должно составить первую и неотложную заботу русского народного представительства.
С января 1914 г. — член фракции октябристов-земцев в Думе.

### Первая мировая война
Начало Первой мировой войны застало Родзянко в Наугейме, где он лечился. По возвращении из-за рубежа, узнал, что его разыскивает военный министр В. А. Сухомлинов, желавший видеть Родзянко немедленно. Михаил Владимирович отправился к Сухомлинову вместе с которым они встретились с С. Д. Сазоновым и обсудили вопросы начавшейся войны.
В годы Первой мировой войны был против принятия на себя императором Николаем II обязанностей Верховного главнокомандующего, требовал отставки министров: В. А. Сухомлинова, Н. А. Маклакова, И. Г. Щегловитова, обер-прокурора В. К. Саблера и председателя Совета министров И. Л. Горемыкина.
В апреле 1915 совершил поездку в занятую русскими войсками австрийскую Галицию.
Участвовал в создании Прогрессивного блока, один из его лидеров, официальный посредник между Думой и верховной властью.
Осенью 1915 года возглавил созданную при Особом совещании по обороне Эвакуационную комиссию, под эгидой которой при штабах фронтов стали создавать районные эвакуационные комиссии, а для запуска вывезенных предприятий было организовано 11 комиссий в тыловых областях. Началась предварительная разработка планов эвакуации отдельных районов и промышленных центров, которая, однако, уже не имела большого значения, так как эвакуация промышленности из угрожаемых районов была проведена ранее, летом.
Награждён орденами св. Станислава III и II (1888) степени, св. Анны III, II и I (1915) степени, св. Владимира III степени (1914), Большим офицерским крестом французского ордена Почетного легиона (1916).

### Съезд промышленников в Петрограде в мае 1915 года

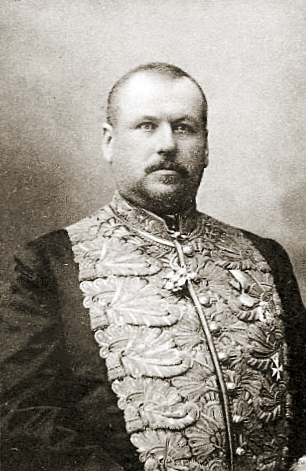
Михаил Родзянко, 1910

М. В. Родзянко писал, что в мае 1915 года, во время проходившего съезда промышленников, ему постоянно поступали сведения о готовящемся во время съезда революционном выступлении. В своей книге Родзянко упоминает о подготовленной московскими промышленниками резолюции для петроградского съезда с требованием Учредительного Собрания.
Родзянко считает, что все это возбуждение было выгодно министру Н. А. Маклакову.
Утром в день съезда квартиру Родзянко посетили Г. Е. Львов и член Думы В. А. Маклаков. По словам Родзянко, они были «возбуждены и испуганы», опасались резолюции из Москвы и советовали Михаилу Владимировичу не ехать на съезд самому, «пугая ответственностью за могущее быть выступление». После того как Родзянко решил ехать, Львов и Маклаков попытались через жену повлиять на решение Михаила Владимировича самому ехать на съезд. Родзянко поехал на съезд с Протопоповым и даже произнес экспромтом речь.
Цитата из речи Родзянко на съезде:

Отныне должен быть у всех русских граждан один лозунг: «Всё для армии, всё для победы над врагом, всё должно быть сделано для того, чтобы в полном и крепком единении сокрушить тех, которые дерзают посягать на величие России».
После этого, когда съезд узнал, что к общественным силам отнеслись с пониманием, то раздражение против правительства там улеглось, члены съезда начали работать в обычном режиме, а съезд вынес даже резолюцию, противоположную изначальной.
27 апреля 1916 года в речи, посвящённой юбилею Государственной Думы, Родзянко упомянул, что: «…несмотря на ошибки первых двух Дум, идея народного представительства укрепилась в сознании народа, как фактора, необходимого в государственном строе», и отметил заслуги императора Николая II, даровавшего России народное представительство.

### Подготовка заговора
Родзянко критиковал «болезненный мистицизм» императрицы Александры Фёдоровны, который способствовал приближению ко двору Григория Распутина. Распутин утешал молитвами царскую семью в 1905 году, однако Родзянко видел в новом придворном лишь «отвратительного сектанта» и «развратного мужика». В сентябре 1916 года Родзянко на квартире кадета М. М. Федорова начал обсуждать идею дворцового переворота совместно с А. И. Гучковым и П. Н. Милюковым, в результате чего в России должна была установиться конституционная монархия. Убийство Распутина Родзянко считал началом второй революции, при этом указывал, что главные участники акции руководствовались патриотическими целями. Весьма низкого мнения придерживался Родзянко и о Николае II, считая его безвольным и слабохарактерным.

### Революция
В январе 1917 года Родзянко встречался в Петрограде с английским послом Джорджем Бьюкененом, обсуждая грядущий государственный переворот в России. 9 февраля в думском кабинете Родзянко произошла встреча с высшими генералами русской армии (генерал Николай Рузский, полковник Александр Крымов), на которой также обсуждался грядущий дворцовый переворот. Регентом должен был стать младший брат Николая II, великий князь Михаил Александрович.
В феврале 1917 года написал письмо Николаю II о положении в стране. 10 (23) февраля 1917 года был принят Николаем II. Во время высочайшей аудиенции, ставшей последней, по словам Родзянко, царь был с ним чрезвычайно холоден.
Во время Февральской революции считал необходимым сохранить монархию.
27 февраля (12 марта) 1917 года объявил о переходе власти в стране к возглавляемому им Временному комитету Государственной думы. В этот же день Родзянко вызвал в Петроград из Гатчины великого князя Михаила Александровича. На следующий день Петроградский гарнизон признал власть Временного комитета. Вёл переговоры Комитета с лидерами исполкома Петросовета о составе Временного правительства. 1 (14) марта 1917 Родзянко обсудил с другими членами Комитета (Александр Гучков, Павел Милюков, Василий Шульгин) отречение Николая II от престола, которое состоялось на следующий день 2 (15) марта 1917 в Пскове, где реальная власть принадлежала генералу Рузскому.
Великий князь Андрей Владимирович писал по этому поводу следующее:

Как видно из «Истории второй русской революции» Милюкова, оба эти вопроса, об ответственном министерстве и отречении, были обсуждаемы во Временном Комитете Государственной Думы. Комитет, как пишет Милюков, принялся за свою главную очередную задачу — ликвидацию старой власти, почему уже 27 февраля «поздно было думать об ответственном министерстве и нужно было полное и немедленное отречение Царя».
Так вот откуда Родзянко почерпнул свои грозные требования об отречении, которые он выдает как повсеместное явление".— Записки великого князя Андрея Владимировича.
Летом 1917 года совместно с Александром Гучковым основал Либерально-республиканскую партию и осудил «германский милитаризм»
В августе 1917 года приветствовал корниловское выступление, однако затем открестился от всякой «фронды» и «контрреволюции».
Член Поместного Собора Православной Российской Церкви по избранию от Государственной думы, участвовал в 1-й сессии до октября 1917 года, товарищ председателя Собора, член Соборного Совета, в феврале 1918 года признан выбывшим.
Во время Октябрьской революции находился в Петрограде, пытался организовать защиту Временного правительства, позднее выехал на Дон, находился при Добровольческой армии, первопоходник.

### Эмиграция

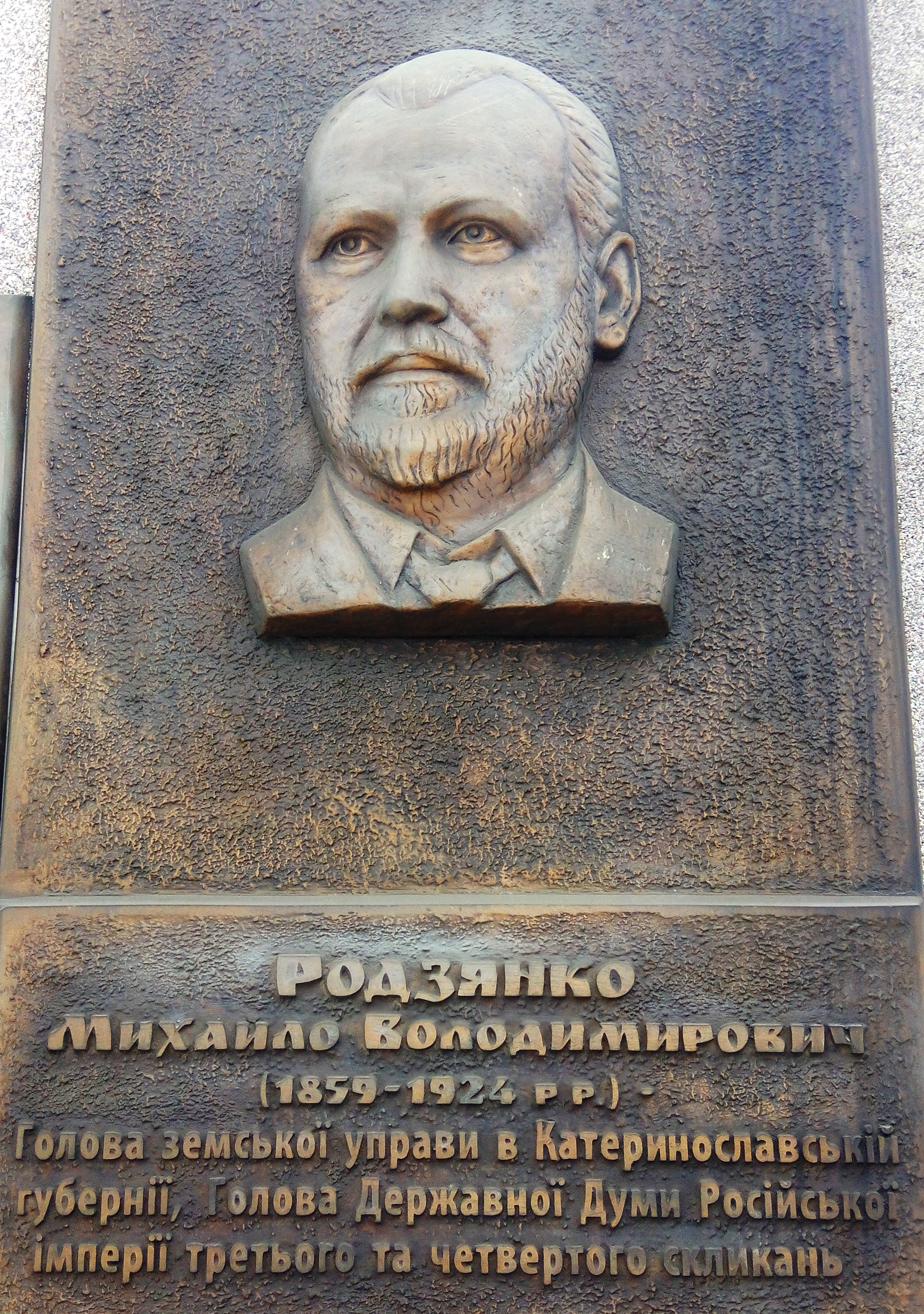
Бронзовый барельеф Михаилу Родзянко на Казацкой площади г.Днепра

В 1920 году эмигрировал в Королевство Сербов, Хорватов и Словенцев; жил в городе Вршаце.
В эмиграции Родзянко был бойкотируем эмигрантскими кругами и подвергался травле как «крамольник» и «революционер». Белогвардейцы были настолько враждебны к нему, что незадолго до его смерти при поездке в Белград он был избит бывшими врангелевскими офицерами.
Скончался 24 января 1924 года в селе Беодра (ныне Ново Милошево), воеводинский центральный Банат, КСХС. По другим данным он умер 25 января в городке Вршац (нем.Werschetz). 7 мая того же года его прах был перенесён на Новое кладбище в Белграде.

## Семья
С 1884 года был женат на княжне Анне Николаевне Голицыной (1859—1929), фрейлине двора (12.01.1884), дочери сенатора и обер-гофмейстера Двора. Их дети:
- Михаил (1884—1956), выпускник Московского университета, был мировым судьёй. В эмиграции в Югославии, с 1946 года во Франции, с 1951 — в США. Автор книги «Правда о зарубежной церкви»[17]. Его сын епископ Василий (Родзянко).
- Николай (1888—1941), в Первую мировую войну возглавлял передовой отряд Красного Креста. Участник 1-го Кубанского похода в составе Добровольческой армии. В эмиграции во Франции, занимался юридической защитой русских[17].
- Георгий (1890—1918), выпускник Александровского лицея (1914), штабс-капитан, командир роты лейб-гвардии Преображенского полка. Расстрелян большевиками 26 января 1918 года в Киеве[18][19].

Правнук Алексис (Алексей Олегович) Родзянко — американский и российский банкир, президент Американской торговой палаты в России.

## Киновоплощения
- В фильме «Ленин в Октябре» (1937) роль М. В. Родзянко сыграл Николай Соколов.
- В фильме «Николай и Александра» (1971) роль М. В. Родзянко сыграл Ральф Трумэн.
- В фильме "Агония" (1981) роль М. В. Родзянко сыграл Аркадий Аркадьев.
- В фильме «Романовы. Венценосная семья» (2000) роль М. В. Родзянко сыграл Анатолий Сливников.

## Сочинения
- Слово председателя Государственной думы Михаила Владимирович Родзянко и принятое Государственной думой постановление в заседании 27 января 1915 года. Петроград: Гос. тип., 1915.
- Письмо председателю Совета министров И. Л. Горемыкину. Пг., 1915; О Распутине: кто открыл глаза народу. К., 1917.
- Предисловие к книге Д. И. Дмитриевича "Союз Болгарии с Германией перед судом свободной России: факты и документы. Пг., 1917.
- Государственная Дума и февральская 1917 года революция // Архив русской революции издаваемый Г. В. Гессеном. Т. 6. Берлин: Slowo-Verlag, 1922. С. 5—80.
- Из воспоминаний. 1914—1917 гг. // Былое. 1923. № 21.
- За кулисами царской власти. М., 1926 (М., 1991).
- Крушение империи: (Записки председателя Русской Государственной Думы). — Архивъ русской революціи издаваемый Г.В.Гессеномъ. — Берлинъ: Slowo-Verlag. — Т. XVII.
  - Переиздание: — Л.: Прибой, 1929. — 271 с.
  - Переиздание: Харьков: Интербрук, 1990. ISBN 5-7664-0500-6.
  - Переиздание: М.: Скифы, 1992. ISBN 5-7206-0066-3.
- Le règne de Raspoutine : Mémoires de M. V. Rodzianko. Paris: Payot, 1927.
- Правда о Зарубежной Церкви. Джорданвилль, 1954.
- Последний всеподданнейший доклад // Архив русской революции. Т. 27. М., 1992.